# 6952 Нікколо
6952 Нікколо (6952 Niccolò) — астероїд головного поясу, відкритий 4 травня 1986 року.
Тіссеранів параметр щодо Юпітера — 3,221.